# Gunung Padakasih
Gunung Padakasih är ett berg i Indonesien.   Det ligger i provinsen Jawa Barat, i den västra delen av landet, 110 km sydost om huvudstaden Jakarta. Toppen på Gunung Padakasih är 951 meter över havet, eller 224 meter över den omgivande terrängen. Bredden vid basen är 4,3 km.
Terrängen runt Gunung Padakasih är kuperad åt nordväst, men åt sydost är den platt.Runt Gunung Padakasih är det mycket tätbefolkat, med 10 000 invånare per kvadratkilometer. Närmaste större samhälle är Bandung, 11,9 km öster om Gunung Padakasih. Omgivningarna runt Gunung Padakasih är en mosaik av jordbruksmark och naturlig växtlighet.